# آندریوس گیدرائیت
آندریوس گیدرائیت (انگلیسی: Andrius Giedraitis؛ زادهٔ ۲۳ ژوئیهٔ ۱۹۷۳) بازیکن بسکتبال اهل لیتوانی است.
وی در مسابقات کشوری و بین‌المللی در مجموع برندهٔ ۱ مدال برنز شده‌است.